# Софијски споразум
Софијски споразум потписан је између Кнежевине Бугарске и Краљевине Србије 31. марта 1904. године. Састављен је од два одвојена споразума о политичким и економским питањима и први пут је ступио на снагу у априлу 1904. године. Други трговински споразум потписан је следеће године. Утицајни српски политичар Никола Пашић настојао је да заустави аустроугарски утицај. Савез је био неостварен због притиска Аустроугарске и погоршања бугарско-српских односа.